# Zwartkopbosrandwants
De zwartkopbosrandwants (Mecomma ambulans) is een wants uit de familie van de blindwantsen (Miridae). De soort werd het eerst wetenschappelijk beschreven door Carl Fredrik Fallén in 1807.

## Uiterlijk
De blindwants kan langvleugelig (macropteer) of kortvleugelig (brachypteer) zijn. De kop, het halsschild en het scutellum zijn altijd zwart net als de antennes. Het derde antennesegment kan echter aan het begin wit zijn. De pootjes zijn geelwit. De mannetjes zijn langwerpig gevormd en altijd langvleugelig en kunnen ongeveer 4,5 mm lang worden. Ze hebben doorzichtig donkergele voorvleugels die donkerder zijn rond het scutellum. De uiteinden van de verharde vleugels (cuneus) hebben een donkerbruine punt en het doorzichtige gedeelte van de vleugels heeft donkerbruine aders. De vrouwtjes zijn ovaal van vorm en zijn meestal kortvleugelig en soms langvleugelig en bereiken een lengte van 2,5 tot 3 mm. Bij de vrouwtjes is het derde antennesegment aan het uiteinde iets dikker. De vleugels zijn volledig zwart zonder doorzichtig deel of cuneus. Dit is ook zo bij de langvleugelige variant van het vrouwtje maar het kan er ook uitzien zoals bij de mannetjes.

## Leefwijze
De wantsen overwinteren als eitje en er is een enkele generatie in het jaar. De volgroeide wantsen worden van juni tot half augustus dicht bij de bodem in vochtige schaduwrijke gebieden gevonden op hengel (Melampyrum pratense), brandnetel (Urtica), hennepnetel (Galeopsis), viooltjes (Viola) en diverse grassen.

## Leefgebied
De soort is in Nederland zeer zeldzaam. Verder komt de soort voor van Europa tot Siberië en Noord-Afrika.